# Orlando Beltran Quevedo
Orlando Beltran Quevedo, O.M.I. (11 de março de 1939) é um cardeal filipino, arcebispo emérito de Cotabato.

## Biografia
Entrou para a Ordem dos Missionários Oblatos de Maria Imaculada. Estudou no Colégio Especial, o Seminário São José, na Cidade de Quezon, entre 1954 e 1956. Noviciado de São Pedro, Mission, Texas, entre 1956-1957, depois foi para o Seminário San José de Quezon, de 1957 a 1960 (filosofia); Oblate College (Universidade Católica da América), em Washington, D.C., de 1960 a 1964 (STB, MA Educação Religiosa), na Universidade de São Tomé, Manila (estudos de pós-graduação em Gestão Educacional) e na Universidade de St. Louis, Missouri, entre 1976 e 1977 (Teologia da Vida Religiosa).
Foi ordenado padre em 5 de junho de 1964, em Washington, D.C.. Pároco assistente da catedral de Cotabato, em 1964. De 1964 a 1968, foi professor no Colégio Notre Dame/Universidade de Cotabato. Entre 1970 e 1976, foi o presidente da Universidade de Notre Dame, em Cotabato e entre 1973  e 1975 foi presidente da Mindanao Educational Conference Planning Board. A partir de 1977 a 1979, foi pároco em Jolo, Sulu. De 1979 a 1980, foi o superior dos Oblatos em Quezon.
Eleito bispo-prelado de Kidapawan em 23 de julho de 1980, foi consagrado em 28 de outubro de 1980, na catedral de Kidapawan, por Bruno Trorpigliani, arcebispo-titular de Malliana, núncio apostólico nas Filipinas, assistido por Philip Francis Smith, arcebispo de Cotabato, e por Federico O. Escaler, bispo prelado de Ipil. Promovido à sé metropolitana de Nueva Segovia em 22 de março de 1986, foi transferido para a sé metropolitana de Cotabato em 30 de maio de 1998. Ele recebeu o pálio do Papa João Paulo II em 29 de junho de 1998, na Basílica de São Pedro. Foi o Presidente da Conferência Episcopal das Filipinas (CBCP) de 1999 a 2003. Foi secretário-geral da Federação das Conferências Episcopais da Ásia no período 2005-2011. Ele é conhecido por ter defendido as questões de justiça e de paz durante os anos de lei marcial em 1970 e 1980. Ele tem estado na vanguarda dos esforços de paz no sul das Filipinas nas últimas duas décadas.

## Cardinalato
Em 12 de janeiro de 2014, foi anunciada a nomeação de Dom Orlando Beltran Quevedo como cardeal, investidura que será efetivada no primeiro consistório ordinário do Papa Francisco em 22 de fevereiro de 2014.  Recebeu o título de cardeal-presbítero de Santa Maria "Rainha do Mundo" na Torre Spaccata.